# Siddhaur
Siddhaur é uma cidade e uma nagar panchayat no distrito de Barabanki, no estado indiano de Uttar Pradesh.

## Demografia
Segundo o censo de 2001, Siddhaur tinha uma população de 10,745 habitantes. Os indivíduos do sexo masculino constituem 53% da população e os do sexo feminino 47%. Siddhaur tem uma taxa de literacia de 38%, inferior à média nacional de 59.5%: a literacia no sexo masculino é de 46% e no sexo feminino é de 29%. Em Siddhaur, 18% da população está abaixo dos 6 anos de idade.